# TT173
La tombe thébaine TT 173 est située à El-Khokha, dans la nécropole thébaine, sur la rive ouest du Nil, face à Louxor en Égypte.
C'est la sépulture de Khai (Hˁj), scribe des offrandes divines aux dieux de Thèbes. La tombe remonte à la XIXe dynastie.